# Yolanda Be Cool
Yolanda Be Cool es un dúo australiano compuesta por Sylvester Martinez y Johnson "Durango Slim" Peterson. Ellos colaboraron con el productor australiano DCUP (nombre real Duncan MacLennan) en el lanzamiento del éxito internacional «We No Speak Americano», por el sello independiente australiano Sweat It Out!, que ellos mismos fundaron, haciendo un muestreo musical de un éxito de 1956, Tu vuò fà l'americano de Renato Carosone (música de Carosone y letra de Nicola Salerno).
We No Speak Americano encabezó las listas de música en el Reino Unido, Dinamarca, Países Bajos, Suecia y España alcanzando el Top 5 en Australia, Italia, Nueva Zelanda, Bélgica y Noruega. También fue un éxito en varios países de Hispanoamérica como Paraguay, Colombia, Perú, Uruguay, México, Ecuador, Chile, Panamá, Argentina, Venezuela, Costa Rica, Honduras, entre otros. El vídeo fue dirigido por Andy Hylton en Lutimedia.
Antes de esto, habían colaborado con DCUP cuando remezcló su popular tema Afro Nuts en 2009.
El nombre de la banda es una referencia a una escena en la película Pulp Fiction, donde el personaje de Samuel L. Jackson, Jules Winnfield, le dice a Yolanda, una ladrona de una cafetería, que se tranquilice (Be Cool, en inglés). Su tema Villalobos for President se refiere al personaje de Pulp Fiction, Esmeralda Villalobos, interpretado por Angela Jones.
En julio de 2010 fue lanzado un "Sing Sing Sing", otra coproducción con DCUP que fue publicada en Hispanoamérica en 2011.
En junio de 2013 lanzaron por el sello Dim Mak Records su álbum debut Ladies & Mentalmen del que se desprenden sencillos tales como "Le Bump" (con la colaboración de Crystal Waters) y una versión de "All That She Wants", original de Ace of Base.
En noviembre de 2014, lanzaron el sencillo «Sugar Man» junto a DCUP el cual incluye el muestreo musical de la canción de mismo título de Sixto Rodríguez originalmente editada en 1970. Esta versión alcanzó en número 15 en Australia donde obtuvo la certificación de platino.

## Discografía

### Álbumes
- Ladies & Mentalmen (2013).

### Sencillos
| Año  | Título                                                           | Álbum              | Charts | Charts | Charts  | Charts    | Charts | Charts | Charts | Charts | Charts | Charts | Charts | Charts | Charts | Charts | Charts | Charts | Charts |
| Año  | Título                                                           | Álbum              | AUS    | NZ     | Hot 100 | EUA Latin | BEL    | BRA    | CAN    | CHI    | ARG    | ESP    | R.U.   | ALE    | ITA    | FRA    | HOL    | SUE    |        |
| ---- | ---------------------------------------------------------------- | ------------------ | ------ | ------ | ------- | --------- | ------ | ------ | ------ | ------ | ------ | ------ | ------ | ------ | ------ | ------ | ------ | ------ | ------ |
| 2009 | «Afro Nuts»                                                      | Sencillo sin álbum | —      | —      | —       | —         | —      | —      | —      | —      | —      | —      | —      | —      | —      | —      | —      | —      |        |
| 2009 | «Holy Cow»                                                       | Sencillo sin álbum | —      | —      | —       | —         | —      | —      | —      | —      | —      | —      | —      | —      | —      | —      | —      | —      |        |
| 2010 | «We No Speak Americano» (con DCUP)                               | Sencillo sin álbum | 4      | 2      | 29      | 16        | 1      | 3      | 16     | 1      | 3      | 2      | 1      | 1      | 3      | 2      | 1      | 1      |        |
| 2010 | «Sing Sing Sing»                                                 | Sencillo sin álbum | —      | —      | —       | —         | —      | —      | —      | —      | —      | —      | —      | —      | —      | —      | —      | —      |        |
| 2011 | «Gypsy Moves»                                                    | Sencillo sin álbum | —      | —      | —       | —         | —      | —      | —      | —      | —      | —      | —      | —      | —      | —      | —      | —      |        |
| 2011 | «Le Bump» (con Crystal Waters)                                   | Ladies & Mentalmen | —      | —      | —       | —         | —      | —      | —      | —      | —      | —      | —      | —      | —      | —      | —      | —      |        |
| 2012 | «Change» (con Nola Darling)                                      | Ladies & Mentalmen | —      | —      | —       | —         | —      | —      | —      | —      | —      | —      | —      | —      | —      | —      | —      | —      |        |
| 2012 | «Before Midnight»                                                | Ladies & Mentalmen | —      | —      | —       | —         | —      | —      | —      | —      | —      | —      | —      | —      | —      | —      | —      | —      |        |
| 2012 | «Love Keeps» (con Barbara Tucker)                                | Ladies & Mentalmen | —      | —      | —       | —         | —      | —      | —      | —      | —      | —      | —      | —      | —      | —      | —      | —      |        |
| 2013 | «A Baru In New York» (con Gurruml)                               | Ladies & Mentalmen | —      | —      | —       | —         | —      | —      | —      | —      | —      | —      | —      | —      | —      | —      | —      | —      |        |
| 2013 | «Sweat Naked»                                                    | Ladies & Mentalmen | —      | —      | —       | —         | —      | —      | —      | —      | —      | —      | —      | —      | —      | —      | —      | —      |        |
| 2013 | «To Be Alone» (con Omar)                                         | Ladies & Mentalmen | —      | —      | —       | —         | —      | —      | —      | —      | —      | —      | —      | —      | —      | —      | —      | —      |        |
| 2014 | «All That She Wants» (con SYF y Fritz Helder)                    | Ladies & Mentalmen | —      | —      | —       | —         | —      | —      | —      | —      | —      | —      | —      | —      | —      | —      | —      | —      |        |
| 2014 | «Cause I Like It»                                                | Sencillo sin álbum | —      | —      | —       | —         | —      | —      | —      | —      | —      | —      | —      | —      | —      | —      | —      | —      |        |
| 2014 | «Sugar Man» (con DCUP)                                           | Sencillo sin álbum | 15     | —      | —       | —         | —      | —      | —      | —      | —      | —      | —      | —      | —      | —      | —      | —      |        |
| 2015 | «Soul Makossa (Money)» (con DCUP)                                | Sencillo sin álbum | —      | —      | —       | —         | 61     | —      | —      | —      | —      | —      | —      | —      | —      | —      | —      | —      |        |
| 2015 | «Pump the Rump» (con Worthy)                                     | Sencillo sin álbum | —      | —      | —       | —         | —      | —      | —      | —      | —      | —      | —      | —      | —      | —      | —      | —      |        |
| 2016 | «From Me to You» (con DCUP)                                      | Sencillo sin álbum | —      | —      | —       | —         | —      | —      | —      | —      | —      | —      | —      | —      | —      | —      | —      | —      |        |
| 2016 | «Outta Control» (Sean Paul con Yolanda Be Cool & Mayra Verónica) | Sencillo sin álbum | —      | —      | —       | —         | —      | —      | —      | —      | —      | —      | —      | —      | —      | —      | —      | —      |        |
| 2016 | «S.O.S (Sound of Swing)» (junto a Kenneth Bager con Aloe Blacc)  | Sencillo sin álbum | —      | —      | —       | —         | —      | —      | —      | —      | —      | —      | —      | —      | —      | —      | —      | —      |        |
| 2016 | «Xylophobia» (vs. Mason)                                         | Sencillo sin álbum | —      | —      | —       | —         | —      | —      | —      | —      | —      | —      | —      | —      | —      | —      | —      | —      |        |
| 2017 | «Hacía la Noche» (con Massivedrum)                               | Sencillo sin álbum | —      | —      | —       | —         | —      | —      | —      | —      | —      | —      | —      | —      | —      | —      | —      | —      |        |

### Remezclas
2008:
- Oh Snap! – Falling Out

2009:
- Killa Queenz – Bitches
- Edu K feat. MC Gaff E – Raver Lovin
- Soda Boys feat. Dave From De La Soul – Everybody Cha Cha
- MC Mego – P.A.R.T.Y.

2010:
- The Cheerz – Whooz Da Baddest ?!
- Tim Healey feat. Babe Ruth – The Mexican
- Nhan Solo – Fortune Cookie
- Chernobyl – Le Cheval
- Vhyce – Basement Horns
- Jazzbit – Sing Sing Sing 2010
- Alesha Dixon – Drummer Boy
- Camel – Obrigado

2011:
- Drop the Lime – Hot As Hell

2012:
- Taan Newjam – Black Is Black
- Lumi – Taste Of Life
- Good Night Keaton feat. Mereki – Next to Mexico
- Erick Morillo Project – Jazz It Up

2013:
- Indian Summer – Grand Rapids
- Étienne de Crécy – We, Computers (Yolanda Be Cool & Wax Motif Remix)
- Sunshine – Heartbreaker
- The Cube Guys feat. Ben Onono – Work It to the Bone
- Cyndi Lauper – Girls Just Want To Have Fun (2013 Yolanda Be Cool Remix)

2014:
- Rüfüs – Tonight
- Crooked Colours – Come Down
- James Curd & Luke Million feat. Nah Man! – Say the Words to You
- Benson feat. Lex Famous – Hot Mess
- Caseno – Living It Like A Lion
- Chuck Inglish feat. Chromeo – Legs
- Mayra Verónica – MAMA YO!

2015:
- Danny T – Let Me Go
- Worthy – Handle It
- Porsches – Horses
- Sharam Jey & Loulou Players – Hum Hum 2015

2016:
- Alex Newell, Jess Glynne, DJ Cassidy with Nile Rodgers – Kill the Lights
- Boot Action – Bosun
- A-Trak feat. Phantogram – Parallel Lines
- Solid Groove & Sinden – Din Da Da
- Cerrone – Je Suis Music
- Tocadisco feat. David King – Feel
- Yothu Yindi, Gavin Cambell – Treaty

2017:
- Cookin' on 3 Burners – Losin' Streak
- Wongo feat. San Mei – Paradise